# Ravi Coltrane

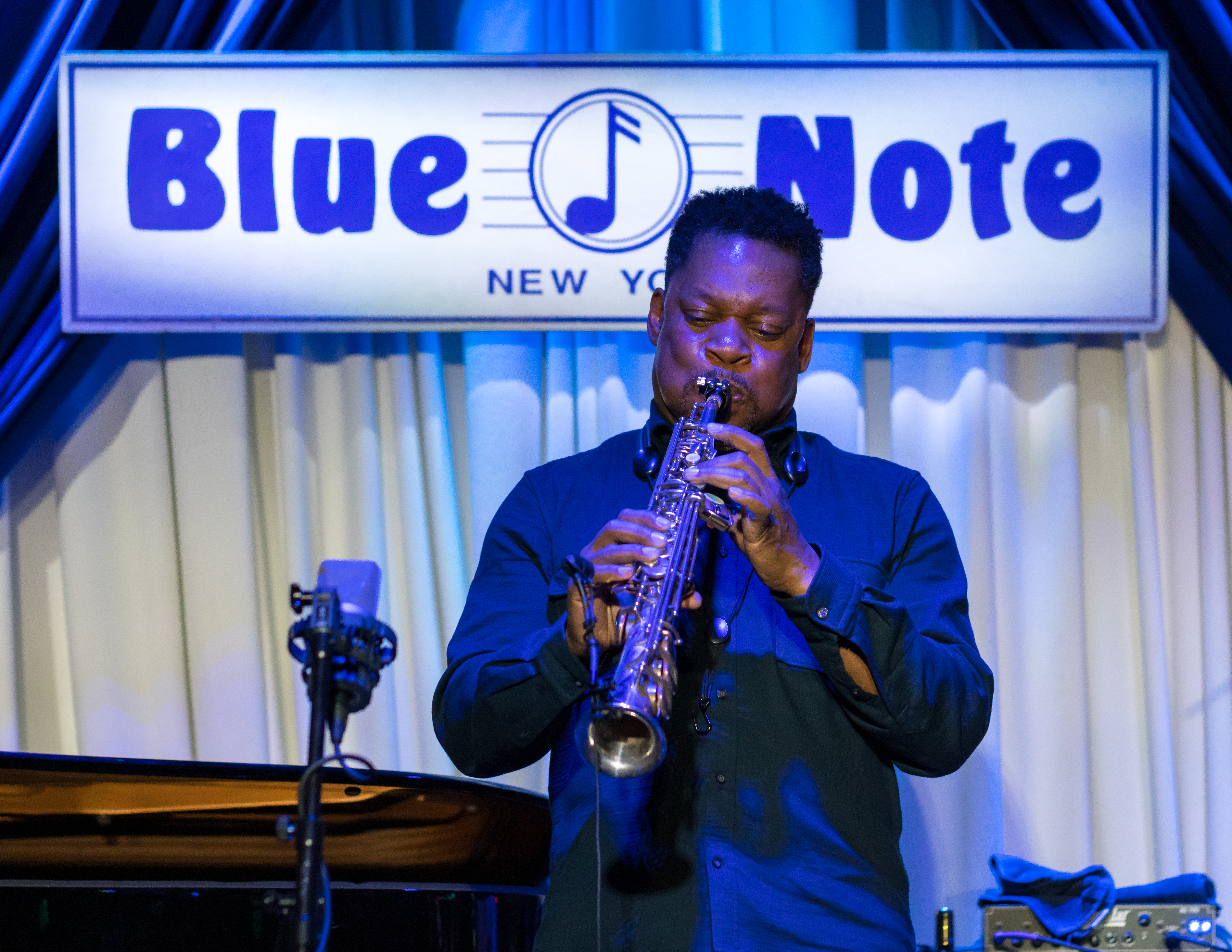
Ravi Coltrane, 2023

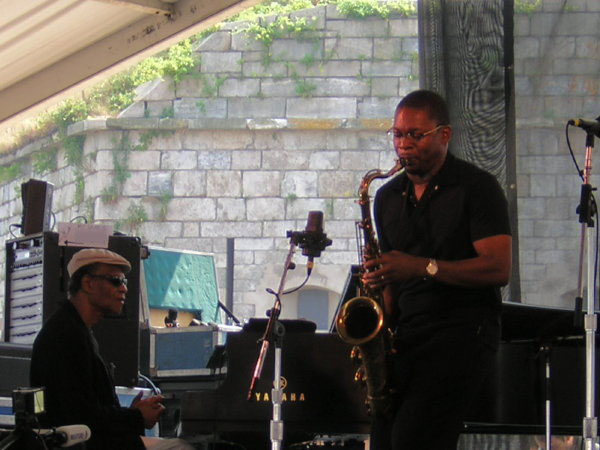
McCoy Tyner und Ravi Coltrane, Newport Jazz Festival, 2005

Ravi Coltrane (* 6. August 1965 in Huntington, Long Island, New York) ist ein US-amerikanischer Jazz-Saxophonist.

## Leben und Wirken
Coltrane wuchs in einer musikalischen Familie auf; seine Eltern, der Jazzsaxophonist John Coltrane und die Jazzpianistin Alice Coltrane, benannten ihn nach dem indischen Musiker Ravi Shankar. In seiner Kindheit spielte er mit seiner Mutter und seinen Brüdern John und Oran im Quartett.
Nach einer Ausbildung auf dem California Institute of the Arts gehörte er zunächst zur Gruppe von Steve Coleman, trat aber auch mit Geri Allen, Dwayne Dolphin, Kenny Barron, McCoy Tyner, Pharoah Sanders, Herbie Hancock, Carlos Santana, Stanley Clarke, Branford Marsalis, Carola Grey und Torsten de Winkel auf. Gelegentlich spielte er auch mit seiner Mutter Alice Coltrane; gemeinsam mit Al Jarreau, Earl Klugh und George Duke war er 2005 auf Tournee in Indien.
1997 erschien sein erstes eigenes Album, Moving Pictures, an dem Drummer Jeff Tain Watts, Bassist Lonnie Plaxico und Pianist Michael Cain beteiligt waren. Sein nächstes Album, From the Round Box (2000), spielte Coltrane mit Pianistin Geri Allen, Trompeter Ralph Alessi, Bassist James Genus und Schlagzeuger Eric Harland ein. Auf den nächsten Alben Mad 6 (2002) und In Flux (2005) arbeitete er mit Bassist Drew Gress, Pianist Luis Perdomo und Schlagzeuger E. J. Strickland. Mit seinem Quartett trat er auch 2004 auf dem Montreux Jazz Festival und dem Newport Jazz Festival auf.  Zu hören ist er auch auf Steve Colemans Album Lucidarium (2004). Sein Album Spirit Fiction (Blue Note, 2012, mit Geri Allen und Luis Perdomo) zählte Ben Ratliff zu den besten Jazzalben des Jahres 2012. 2016 folgte das Album In Movement, das er im Trio mit Jack DeJohnette und Matthew Garrison eingespielt hatte und ihm die dritte Nominierung für einen Grammy als bestes improvisiertes Jazzsolo einbrachte. Ravi Coltrane betreute die Veröffentlichung des Albums Both Directions at Once: The Lost Album (2018), mit verschollen geglaubten Aufnahmen seines Vaters von 1963.
Nach dem Urteil der Autoren Richard Cook und Brian Morton erinnert Ravi Coltrane stilistisch mehr an Joe Henderson und Dexter Gordon als an seinen Vater.

## Lexikalischer Eintrag
- Richard Cook, Brian Morton: The Penguin Guide of Jazz on CD. 6. Auflage. Penguin, London 2002, ISBN 0-14-051521-6.